# Resolució 1950 del Consell de Seguretat de les Nacions Unides
La Resolució 1950 del Consell de Seguretat de les Nacions Unides fou adoptada per unanimitat el 23 de novembre de 2010. Després de recordar resolucions anteriors sobre la situació a Somàlia, incloses les resolucions 1814 (2008), 1816 (2008), 1838 (2008), 1844 (2008), 1846 (2008), 1851 (2008), 1897 (2009) i 1918 (2010), el Consell va reautoritzar els estats a intervenir contra actes de pirateria per part dels pirates somalis al mar durant un període addicional de dotze mesos.
El Govern Federal de Transició a Somàlia havia fet diverses peticions d'assistència per contrarestar la pirateria a la seva costa.

## Observacions
En el preàmbul de la resolució, es mostrava la preocupació del Consell sobre l'actual amenaça de la pirateria i el robatori a mà armada contra vaixells humanitaris que lliuraven ajudes a Somàlia, la navegació internacional i els vaixells pesquers. A més, va assenyalar que aquesta amenaça s'havia estès més enllà de les aigües territorials de Somàlia a l'oceà Índic occidental i que havia involucrat infants. El Consell va reconèixer que la inestabilitat a la pròpia Somàlia havia contribuït a la qüestió de la pirateria i calia fer front a les seves causes subjacents, especialment perquè el GFT tenia una capacitat limitada per afrontar el problema. Prenia nota que la Convenció de les Nacions Unides sobre el Dret del Mar havia establert procediments per fer front a la pirateria i els robatoris a mà armada al mar.
La resolució va donar la benvinguda als esforços de la Operació Atalanta de la Unió Europea, OTAN, i els estats inclosos Xina, Índia, Iran, Malàisia, Corea del Sud, Rússia, Aràbia Saudita i Iemen que havien desplegat tots els vaixells i/o aeronaus a la regió. Mentrestant, preocupava que la capacitat limitada per facilitar la detenció i la persecució dels pirates hagués obstaculitzat els esforços internacionals contra els pirates de la costa de Somàlia. Kenya i les Seychelles van ser elogiades per la persecució de pirates i calia donar suport a aquests estats, juntament amb altres de la regió, inclòs el Iemen, per processar pirates o encarcerar-los en un tercer estat. El Consell també va dirigir a aquells que havien estat víctimes de la pirateria i es van encomanar a l'Organització Marítima Internacional per desenvolupar directrius en aquest sentit.

## Actes
Actuant sota el Capítol VII de la Carta de les Nacions Unides, el Consell va reiterar la condemna de tots els actes de pirateria i robatori a mà armada contra vaixells de la costa de Somàlia. Estava preocupat per un informe sobre un grup de seguiment de la situació a Somàlia que indicava que hi havia falta d'aplicació de l'embargament d'armes imposada per la Resolució 733 (1992) i l'augment dels pagaments de rescats van impulsar el creixement en pirateria a la costa de Somàlia; es va encoratjar als Estats a compartir informació per prevenir violacions de l'embargament.
La resolució va demanar a tots els estats que participessin en la lluita contra la pirateria amb la cooperació del GFT a la costa somali, tot reconeixent els drets del país als recursos offshore. Es va demanar als estats cooperants no negar ni deteriorar el dret de transvasament de vaixells i que l'embargament d'armes a Somàlia no s'apliqués a armes i material destinades a ser utilitzades per forces internacionals. També es va instar a estats membres a millorar la capacitat de les autoritats a Somàlia de perseguir els qui planegin i realitzin atacs, determinar la jurisdicció i criminalitzar la pirateria segons les seves lleis nacionals.
El Consell de Seguretat també es va dirigir a Interpol i Europol perquè investiguessin les xarxes criminals involucrades en la pirateria de la costa de Somàlia, mentre que el Secretari General Ban Ki-moon fou encarregat d'informar en un termini d'11 mesos sobre l'aplicació de la resolució actual.